# Cyanea ferruginea
Cyanea ferruginea is een schijfkwal uit de familie Cyaneidae. De kwal komt uit het geslacht Cyanea. Cyanea ferruginea werd in 1929 voor het eerst wetenschappelijk beschreven door Eschscholtz. 